# Шварценберг, Карл IV
Карл IV Шварценберг (нем. Karl IV. Fürst zu Schwarzenberg; полное имя Карл Фридрих Эдмунд Эммануэль цу Шварценберг, нем. Karl Friedrich Edmund Emanuel Fürst zu Schwarzenberg; 1 июля 1859 года, Чимелице, Королевство Богемия — 4 октября 1913 года, Прага, Королевство Богемия) — австрийский и чешский консервативный политический деятель, дворянин. Был четвёртым главой «Орлицкой» ветви (секундогенитуры) династии Шварценбергов. Правнук Карла Филиппа Шварценберга и прадед Карела Шварценберга.

## Биография
В 1877 году окончил академическую гимназию в Праге, после чего изучал право в университете Карла-Фердинанда. С 1881 года работал приказчиком в аппарате наместничества Богемия. В 1882 году совершил путешествие на Ближний Восток, во время которого встречался с археологом Генрихом Шлиманом.
Позже оставил государственную службу и посвятил себя общественной и политической жизни. В 1889 году принял мандат депутата Чешского ландтага от своего отца, и оставался им вплоть до своей смерти в 1913 году. На выборах в Рейхсрат в 1891 году был избран депутатом Палаты депутатов, где представлял курию помещичьего дворянства Богемии. Однако отказался от своего мандата в сентябре 1895 года. В том же году, по просьбе своего отца ему пришлось взять на себя управление большого имения в Восове.
Был членом Консервативной партии крупных землевладельцев. Будучи последовательным консерватором, отвергал идеи всеобщего избирательного права. В 1889 году его заявление о гуситах вызвало эмоциональную реакцию. Он обозвал гуситов «коммунистами XV века» и заявил: «Среди гуситов в начале этого движения было много благородных личностей, но, к сожалению, вскоре они выродились в шайку грабителей и поджигателей». Это было частью общественного обсуждения вопроса об установке мемориальной доски с изображением Яна Гуса на здании Национального музея в Праге, строительство которого тогда завершалось. Младочехи были решительно за установку, а старочехи старались отодвинуть прославление гуситов.
Однако вскоре после вступления в ландтаг, тот присоединился к младочехам, когда проголосовал против так называемого проекта «Пунктуации» (Этот проект должен был способствовать чешско-немецкому примирению. Его согласовало Венское правительство, консервативное и «конституционное» дворянство, немецкие либералы и старочехи). В 1910 году представлял консервативное дворянство на чешско-германской конференции по национальному примирению.
В 1904 году после смерти своего отца, занял его место потомственного члена в Палате господ. С 1911 года был предводителем правых сил в Палате господ.
Сотрудничал с Журналом Чешского музея. Имел воинское звание поручика запаса и был носителем звания почётного рыцаря Мальтийского ордена. Был личным знакомым наследника престола Франца Фердинанда.

## Семья
20 мая 1885 года женился на графине Марии Кинской (18 октября 1866 — 11 мая 1889) в Вене. В первом браке с ней родился сын и наследник Карл V. 24 ноября 1891 года женился на графине Иде Ойос-Шпринценштейн (31 августа 1870 — 27 января 1940) в Вене. Во втором браке родились три сына (Арношт, Иосиф Адольф и Иоаганн Непомук) и две дочери (Мария Вильгельмина и Элеонора).